# DOOM/ドゥーム:アナイアレーション
『DOOM/ドゥーム:アナイアレーション』（Doom：Annihilation）は、2019年のアメリカのSFホラー映画。本作は2005年の映画『Doom』以来二作目となる『Doomシリーズ』の実写映画化作品であるが、リブートであるため2005年の映画との（ストーリー上の）繋がりはない。監督・脚本をトニー・ギグリオが手掛けた本作はエイミー・マンソンが主演し、ドミニク・マファム、ルーク・アレン＝ゲール、ニーナ・バーグマンが出演する。映画では海兵隊がフォボス基地で古代のテレポーテーション装置「ゲート」から出現したデーモンのようなクリーチャーとの戦いを繰り広げる。 
ギグリオは2015年に新作映画のアイデアをユニバーサルに売り込んだが、最初は拒否された。2016年のゲームの成功がユニバーサルに映画製作の進行を納得させ、同社はギグリオに脚本を依頼した。プロジェクトは2018年4月に発表された後、主要な撮影がすぐに始まり2018年6月に終了し2019年の初めに追加の撮影が行われた。『Doom：Annihilation』は、2019年10月1日にオリジナルビデオとして発売された。

## あらすじ
ユナイテッド・エアロスペース・コーポレーション（UAC）のフォボス基地にて、ベトルーガー博士は地球にいるカーン博士と共に古代のテレポーター「ゲート」を使用してネバダ州のUACラボからフォボスへ被験者をテレポートさせる準備を行っていた。実験は成功したが、現れた人物は部分的に変形していた。同じ頃UACの輸送船内では、フォボス基地を警護する任務を課せられた海兵隊のグループが冷凍保存状態から覚醒し、その中には隊員たちが左遷される原因となる不祥事を起こしたジョアン・ダーク中尉がいた。一方フォボス基地ではカーン博士の実験中止要請に反して、ベトルーガーはネバダ基地に自分をテレポートさせようと試みる。そしてベロニカによる準備が整い、ベトルーガーはゲートを通過した。しかし、直後モンスターがゲートから出現し科学者たちを襲ったためフォボス基地が機能不全に陥る。 
基地に入ることも連絡を取ることもできなくなった海兵隊は、上官から調査して電力を復旧させる命令を受け取った。海兵隊は共にフォボス基地に赴任する予定であった科学者のベネット・ストーンと共に、モンスターに基地が襲撃された事態を知らないまま任務を遂行し始める。基地内にてベネットは予備電力が2％まで消費されており、核融合炉が爆発するまで90分しか残されていないことを発見した。そこで基地の設備を復旧するため行動する海兵隊だったが、ゾンビのようなクリーチャーに変異したUACスタッフに攻撃され隊員の半数が戦死する。だが戦闘中に、海兵隊は3人の生存者（ベトルーガー、ベロニカ、基地の牧師グローバー）を救助することに成功。ベトルーガーは、UACが惑星を植民地化するために30年間ゲートを研究してきたことを隊員らに打ち明ける。ゲートはエイリアンの古代種族が残していったものと考えられていたが、グローバーは彼らはデーモンであると信じていた。ベトルーガーは基地を復旧させるようジョアンに頼むが、中尉は彼に基地を放棄して海兵隊と共に避難するように命じた。 
輸送船に戻ると、パイロットはインプのようなデーモンに殺されており奴らを殲滅するも、輸送船は破壊されグローバーを含む数人の海兵隊員が殺害された。船が使えなくなったジョアン中尉は海兵隊隊員の進言を拒否し、電力を復旧させてゲートで生存者をネバダ基地へとテレポートさせるベトルーガーの計画に同意する。元ボーイフレンドのベネットにも反対されるが、彼女の合意は通信を回復するための策であることを彼には打ち明けた。そしてパワーサーバーにてベネットが基地の電力を回復すると、ベトルーガーはジョアンが稚拙な判断でテロリストの釈放を許可するという不祥事を起こしたことを追求し始め、中尉は反逆罪だと非難する。するとベトルーガーはナイフでベロニカを殺し、彼はゲートを起動するために海兵隊をパワーサーバーに封じ込めた。その後海兵隊はインプの群れに攻撃され壊滅し、ジョアンとベネットは何とか生き残る。そして二人はベトルーガーのゲート起動阻止に動き出す。 
基地の弾薬庫にてジョアンはBFG 9000とプラズマグレネードを入手し装備を整えるが、直後ベネットはインプに攻撃され死亡する。ジョアンがBFG 9000で怪物たちと戦い、地下四階にあるゲートの部屋へにてベトルーガーを発見する。直後、インプに襲われゾンビ化したベネットに襲われたため彼を銃で殺害し、次にゲートを起動させたベトルーガーを撃つ。しかし、ベトルーガーはゲートを通過した際に地獄にて君主に殺害されゾンビと化しており、衝撃波を出し彼女をゲートへと押し込んだ。ジョアンは地獄にテレポートし、そこでインプの大群とデーモンの君主に遭遇する。君主はジョアンにゲートを開いてくれたことを感謝し、地球の奪還と人類絶滅計画を彼女に明かし実行に移そうとする。ところが、彼女は君主をBFG 9000で撃ち殺害。そしてゲートへ退却し、地球を侵略しようとするインプの大群をプラズマグレネードで一掃する。
ネバダ基地へとテレポートした彼女はゲートを閉鎖するよう基地の責任者であるカーン博士に要求する。だがカーン博士は兵士がゲートをくぐったことで錯乱状態になっており、彼女の後にベトルーガーがやって来るのだと考えていたため、ジョアンは警備員に取り押さえられ鎮静剤を投与された。そしてジョアンの抵抗むなしくゲートは閉鎖されず、再起動が始まってしまう。そしてゲートからうなり声が基地のラボに響き渡るのであった。

## キャスト
※括弧内は日本語吹替。
- エイミー・マンソン (クレジットではAmy Mason表記) - ジョアン・ダーク中尉（坂本悠里）
  - Agleya Gumnerova - 子供の頃のジョアン (11歳)
- ドミニク・マフハム - マルコム・ベトルーガー博士（東正実）
- ルーク・アレン＝ゲール - ベネット・ストーン博士（新城健）
- ジェームズ・ウィーバー・ブラウン - ヘクター・サベージ大尉（佳月大人）
- クレイトン・アダムズ - スティーヴン・ウィンスロー二等兵（中西正樹）
- ニーナ・バーグマン - カーリー・コービン二等兵（山咲しづ香）
- アメール・チャーダ＝パテル - ランス・レッドグオ二等兵
- ギャビン・ブロッカー - ハロルド"ハリー"フリーセン軍曹
- チディ・アジューフォ - ローガン・アクア軍曹
- ハリ・ディロン - アハメド・カーン博士
- カトリーナ・ネア - ベロニカ・シール博士
- アーキー・リース - ファデル・タレク大尉
- ジェマ・ムーア - リー・チェン二等兵
- ルイス・マンディロア - グローバー牧師
- ジーナ・フィリップス - デイジー (声)
- キャシディ・リトル - モーガン
- プラメナ・ボジロワ - オリビア・ダーク
- Lorina Kamburova - サンディ・ピーターソン博士
- ネイサン・クーパー - エゼキエル・バーンズ博士
- ボヤン・アネフ - スタンガ (津田英三)

## 制作
2015年、『バイオハザードIV アフターライフ』の第2班監督などで知られるトニー・ギグリオは、新しいDoom映画のあらましをユニバーサルに売り込んだが、同社はその映画がスレート上にないことと、2005年の映画が財務的に期待外れであったために拒否した。2016年のゲームの発売後、ギグリオはゲームの販売数と新旧のファンからのIPへの新たな関心を明らかにすることで、再びアイデアをユニバーサルに売り込んだ。納得した会社は最初に脚本を見せるよう求め、25ページのトリートメントがギグリオによって作成された。ギグリオは、以前の映画にはデーモン、地獄、ゲートの適切な使用が不足しており、新しい映画ではそれらの要素を優先させたいと述べた。 
ギグリオは、『ターミネーター』と『エイリアン』からインスピレーションを得て、女性の主人公がSFアクション映画で効果的だと感じて、ジョアンを作成した。ジョアンはジャンヌ・ダルク（Joan of Arc）にちなんで名付けられた。インプ用に4つのスーツが製造され、1つは跳躍用に設計された。ユニバーサルはベセスダ版の権利を保持していなかったため、最初の3つのDoomゲームからインスピレーションを得た。ユニバーサルは映画に参加するようにベセスダを招待したが、ベセスダは丁重に辞退し制作がうまくいくことを望んだ。2018年4月、ユニバーサルは同社の子会社ユニバーサル1440エンターテインメントが制作するDoomのビデオ映画リブートの計画を明らかにした。ニーナ・バーグマンはInstagramへの投稿で彼女が映画に参加することを認めた。Autonomous FXは、特殊効果、メイクアップ、デーモンのデザイン作業を依頼された。インプは、オリジナルのデザインの輝く目と広い口を維持しつつ、黒焦げの肌とより有機的で鋭利な角を持つ敵として再デザインされた。 

### 撮影
2018年6月にブルガリアで主な撮影が行われた。特定のシーンとビジュアルエフェクトを改善するために、2019年初頭に追加の撮影が始まった。映画は1000のビジュアルエフェクトのショットを用いている。地獄のシークエンスは、緑色のスクリーンの前にエイミー・マンソンが立っている状態で撮影され、水のシーン用に小さな岩場が造られた。

## リリース

### マーケティング
2019年3月、ユニバーサルは画像、あらすじ、リリース予定日を明らかにし、映画の正式タイトルを『Doom：Annihilation』と明らかにした。同じ月に、最初の予告編が公開された。予告編はファンから否定的な反応を受け、id Softwareは同社が映画に関与していないと認めた。当時、マーケティングで使用する1000のエフェクトショットのうち80のエフェクトしか完成していなかったため、ギグリオは最初の予告編に熱狂していないことを認めた。ギグリオは、第二弾の予告編の方が好評だったことに言及し、「ファンが第二弾の予告編を見たら、『ああ、ちょっと待ってくれ。映画がそうなるとは思ってなかった』と言う人がさらに増えたと思う」と述べた。 

### ホームメディア
本作は、Blu-ray、DVDおよびHDデジタルで2019年10月1日にリリースされた。映画はもともと2019年4月にリリースが予定されていた。2019年12月、本作がNetflixで配信された。 

### 批評家の反応
Rotten Tomatoesでは、5つのレビューに基づく支持率は60％で、平均評価は5.3/10である。フォーブスのアレックス・ケインは、本作を「くだらない良い楽しさ」と呼び、アクションシーン、特殊効果、マンソンの演技および2005年の映画に対する改善を賞賛したが、プロダクション・バリューを批判した。Blu-Ray.comのMartin Liebmanは本作を「恐ろしく鈍いアクション映画」と呼び、演技、脚本、映画美術を批判した。Cultured VulturesのJay Kriegerは、この映画は「ファンメイド」で「残念ながら不十分」だと感じており、プロット、イースターエッグ、キャラクター、そして2005年の映画に対する劣等性を批判した。IGNのトム・ジョーゲンソンは本作を10点満点で3.0点と評価し、アクション、キャラクター、プロット、独創性の欠如、ユーモア、ビジュアルエフェクトおよび映画撮影術を批判した。Dead Entertainmentのジェイ・ジャーヴェイスは本作を「当然のことながらひどい」と呼び、キャラクターを「好ましくなく記憶に残らない」と批判し、また、映画がデーモンではなくゾンビに重点を置いていること、反復的なアクション、ゲームの魅力的な質の欠如を批判した。ジャーヴェイスは「スキップする」ことを推奨した。 
JoBloのMike Spragueは本作に7/10の星を付け、映画のアクション、2005年の映画に対する改善を賞賛し、本作を「見る価値がある」と呼んだ。Bloody DisgustingのWilliam Bibbianiは本作を「控えめだが効果的なSFアクションスリラー」と呼び、「『Doom: Annihilation』は駄作の1つではない」と語り、多くのゲームの映像化作品よりも優れていると述べた。Nerdlyのフィル・ウィートは、本作はゲームの優れた映画化の1つであると述べ、イースターエッグ、キャラクター、2005年の映画に対するアイデア、演出を称賛した。Goomba Stompのクリストファー・クロスは、本作を「手堅いB級映画」「この上ない喜び」と呼び、ストーリーと登場人物は「ぎこちなく生気がない」とする一方で、映画の実用的なエフェクトの使用と2005年の映画に対する改善を賞賛した。Horror Newsのジョン・ヌーナンは、本作を「壮大な時間の無駄」と呼び、イースターエッグを賞賛したが、楽しさ、恐怖、アクション、ゴアの不足及び映画のテンポの遅さを批判した。 
ファミ通のミル☆吉村は本作の予告編についての記事の中で、本作のストーリーが取ってつけたようなものだと思うかもしれないが、原作のゲームからしてそうだったから仕方がないと述べている。

## 続編の可能性
リリース数か月前の2018年12月、ギグリオはバロン・オブ・ヘルが映画に登場するのかと尋ねたTwitterのユーザーに返信し、映画にはバロン・オブ・ヘルは登場しないが潜在的な続編のために彼らをとっておくかもしれないと述べた。